# Refuge Vizzavona
Il refuge Vizzavona è un rifugio alpino che si trova nel comune di Vivario a 1.150 m d'altezza sulla N193 presso il Col de Vizzavona (1.163 m). Il rifugio ha 32 posti letto.